# Bănuiala
Bănuiala (titlul original: în engleză A Flea in Her Ear) este un film de comedie american, realizat în 1968 de regizorul Jacques Charon, după piesa Puricele în ureche (La Puce à l'oreille, 1907) a dramaturgului Georges Feydeau, protagoniști fiind actorii Rex Harrison, Rosemary Harris, Louis Jourdan și Rachel Roberts.

## Rezumat
Gabrielle este convinsă că soțul ei avocat, Victor, se întâlnește cu o altă femeie din cauza neatenției sale față de nevoile ei amoroase. Ea stabilește o întâlnire cu soțul ei la un hotel discret, iar acesta nu știe deloc că femeia pe care o va întâlni este propria lui soție...

## Distribuție
- Rex Harrison – Victor Chandebisse / Poche
- Rosemary Harris – Gabrielle Chandebisse
- Louis Jourdan – Henri Tournel
- Rachel Roberts – Suzanne de Castilian
- John Williams – doctorul Finache
- Grégoire Aslan – Max, proprietarul „Coq d'Or”
- Edward Hardwicke – Pierre Chandebisse
- Georges Descrières – Don Carlos de Castilian
- Isla Blair – Antoinette
- Frank Thornton – Charles, valetul
- Victor Sen Yung – Oke Saki
- Laurence Badie – Eugénie, camerista
- Dominique Davray – Olympe
- Olivier Hussenot – unchiul Louis
- Estella Blain – apărătorul
- Moustache – omul gras
- David Horne – procurorul
- Roger Carel – șoferul de taxi